# Helen Gardner
Helen Gardner, nata con il nome Helen Louise Gardner (Binghamton, 2 settembre 1884 – Orlando, 20 novembre 1968), è stata un'attrice e produttrice cinematografica statunitense.

## Biografia
Ricordata come una delle prime femme fatale dello schermo, Helen Gardner è stata, tra gli attori, una delle prime se non la prima a fondare una propria compagnia di produzione, la Helen Gardner Picture Players.
Recitò, dal 1910 al 1924, in 55 film. Appare come costumista - col nome di Miss Gardner - in Cleopatra, film di cui fu (non accreditata) produttrice e montatrice. Nel 1913, sceneggiò Becky, Becky. Considerata una vamp, i suoi erano ruoli di donna forte, dal carattere deciso. Diventò una star interpretando il ruolo di Becky Sharp nella versione del 1911 di Vanity Fair.

### Helen Gardner Picture Players
Nel 1912, diventò produttrice, fondando una propria casa di produzione, la Helen Gardner Picture Players, che aveva in progetto di girare dei lungometraggi, idea che, all'epoca, era ritenuta all'avanguardia, visto che la maggior parte dei film erano cortometraggi di uno o due rulli. Il suo primo film - di cui fu anche produttrice - fu, nel 1912, un Cleopatra diretto da Charles L. Gaskill. Da varie parti viene riportato che Gaskill fosse suo marito, ma i due non si sposarono mai.
A Sister to Carmen, la sua terza produzione, è stato recentemente restaurata dalla pronipote, Dorin Gardner Schumacher, con il sostegno finanziario del New York Women in Film and Television.

## Filmografia
La filmografia è completa. Quando manca il nome del regista, questo non viene riportato nei titoli

### Attrice
- How She Won Him - cortometraggio (1910)
- A Tale of Two Cities, regia di Charles Kent (o William Humphrey?) - cortometraggio (1911)
- The Inherited Taint - cortometraggio (1911)
- The Wooing of Winifred, regia di Van Dyke Brooke - cortometraggio (1911)
- The Show Girl, regia di Van Dyke Brooke - cortometraggio (1911)
- For Her Brother's Sake - cortometraggio (1911)
- The Sleep Walker, regia di Van Dyke Brooke - cortometraggio (1911)
- Barriers Burned Away - cortometraggio (1911)
- A Quaker Mother - cortometraggio (1911)
- The Lure of Vanity - cortometraggio (1911)
- Treasure Trove - cortometraggio (1911)
- She Came, She Saw, She Conquered, regia di Van Dyke Brooke - cortometraggio (1911)
- The Death of King Edward III, regia di J. Stuart Blackton - cortometraggio (1911)
- For Love and Glory, regia di Van Dyke Brooke - cortometraggio (1911)
- By Woman's Wit - cortometraggio (1911)
- Ups and Downs - cortometraggio (1911)
- Regeneration, regia di Charles Kent - cortometraggio (1911)
- Madge of the Mountains, regia di Charles Kent - cortometraggio (1911)
- Arbutus, regia di Charles Kent - cortometraggio (1911)
- An Aeroplane Elopement, regia di William Humphrey - cortometraggio (1911)
- The Girl and the Sheriff, regia di Charles Kent - cortometraggio (1911)
- The Freshet, regia di William Humphrey - cortometraggio (1911)
- Vanity Fair, regia di Charles Kent - cortometraggio (1911)
- A Reformed Santa Claus - cortometraggio (1911)
- Where the Money Went - cortometraggio (1912)
- A Problem in Reduction - cortometraggio (1912)
- Her Boy - cortometraggio (1912)
- The Love of John Ruskin, regia di Van Dyke Brooke - cortometraggio (1912)
- The Old Silver Watch - cortometraggio (1912)
- The Illumination, regia di Charles L. Gaskill - cortometraggio (1912)
- The Serpents, regia di Charles L. Gaskill e Ralph Ince - cortometraggio (1912)
- An Innocent Theft - cortometraggio (1912)
- Yellow Bird, regia di William V. Ranous - cortometraggio (1912)
- The Miracle, regia di Charles L. Gaskill - cortometraggio (1912)
- The Heart of Esmeralda, regia di William V. Ranous - cortometraggio (1912)
- The Party Dress, regia di Charles L. Gaskill - cortometraggio (1912)
- Cleopatra, regia di Charles L. Gaskill (1912)
- A Sister to Carmen, regia di Charles L. Gaskill  (1913)
- Becky, Becky  (1913)
- Vampire of the Desert, regia di Charles L. Gaskill - cortometraggio (1913)
- A Princess of Bagdad, regia di Charles L. Gaskill (1913)
- Pieces of Silver: A Story of Hearts and Souls, regia di Charles L. Gaskill  (1914)
- The Strange Story of Sylvia Gray, regia di Charles L. Gaskill (1914)
- The Butterfly - cortometraggio (1914)
- The Moonshine Maid and the Man, regia di Charles L. Gaskill - cortometraggio (1914)
- Underneath the Paint, regia di Charles L. Gaskill - cortometraggio (1914)
- The Breath of Araby, regia di Charles L. Gaskill - cortometraggio (1915)
- The Still, Small Voice, regia di Charles L. Gaskill - cortometraggio (1915)
- Snatched from a Burning Death, regia di Charles L. Gaskill - cortometraggio (1915)
- Miss Jekyll and Madame Hyde, regia di Charles L. Gaskill - cortometraggio (1915)
- The Common Sin, regia di Charles L. Gaskill (1917)
- The Sleep of Cyma Roget, regia di Charles L. Gaskill e Legaren à Hiller (1920)
- Sandra, regia di Arthur H. Sawyer (1924)

### Sceneggiatrice, Costumista, Montatrice e Produttrice
- Cleopatra, regia di Charles L. Gaskill - costumi (con il nome Miss Gardner), montatrice e produttrice (non accreditata) (1912)
- Becky, Becky  - scenario (1913)
- Pieces of Silver: A Story of Hearts and Souls  - produttrice (1914)